# 힐다 엘리스 데이비드슨
힐다 로더릭 엘리스 데이비드슨(Hilda Roderick Ellis Davidson, 1914년 10월 1일 ~ 2006년 1월)은 영국의 고서학자로, 주된 분야는 게르만 신화 및 켈트 신화였다. 결혼하기 전 이름은 힐다 로더릭 엘리스(Hilda Roderick Ellis)이다. 데이비드슨은 문헌학적, 역사학적, 고고학적 증거들을 동원해 북유럽의 오래된 이야기들과 전통, 관습들을 논했다. 대표 저서 《북유럽의 신들과 신화》(Gods and Myths of Northern Europe, 1964년 펭귄북스)는 게르만 신화에 관한 가장 철저하고 명망있는 연구서들 중 하나로 평가받고 있다. 《북유럽의 신들과 신화》를 비롯하여 그녀는 책을 낼 때 늘 "H. R. 엘리스 데이비드슨" 이라고 처녀 적 성을 결혼 이후 성과 병기했다. 데이비드슨은 런던 고서학회 회원이었으며 1974년 ~ 1976년에 민속학회 평의회장을 역임했고 1956년부터 1986년까지 평의원을 지냈다. 데이비드슨은 노르드 신화 연구에 엄청난 기여를 한 것으로 평가받고 있다.
1914년 체셔주 위럴반도의 베빙턴읍에서 태어났다. 버켄헤드의 파크 여자고등학교에서 교육받았다. 나중에 케임브리지 대학교에서 영문학, 고고학, 인류학 전공으로 수석 학위를 받았으며, 스칸디나비아 신화 연구로 박사학위를 받았다. 1943년 데이비드슨은 처녀 적 이름인 힐다 엘리스로 첫 저서 《저승 가는 길: 고대 노르드어 문헌에서 나타나는 죽음에 대한 관념 연구》(The Road to Hel: A Study of the Conception of the Dead in Old Norse Literature)를 출간했다. 데이비드슨은 1939년에서 1944년 사이에 런던 대학교 로열 홀러웨이의 강사로 일했다. 1949년 민속학회 회원으로 가입했다.
1969년 데이비드슨은 케임브리지의 여자 단대인 루시 캐번디시 칼리지에서 캐루스트 골벵키언 연구원이 되고, 1971년부터는 강사로도 임명되어 1974년 교수직을 따냈다. 그리고 1975년에서 1980년까지는 부학장을 지냈다. 1980년, 데이비드슨은 캐서린 메리 브릭스의 전기를 집필하기 시작하여 1986년 출간했다. 데이비드슨은 1984년 민속학회의 쿠티레이크 메달을 수상했고, 1988년 저서 《비기독교 유럽의 신화와 상징들》(Myths and Symbols of Pagan Europe)로 그해 캐서린 브릭스 상을 수상했다. 데이비드슨은 1985년부터 민속학회 명예회원이 되었고 1987년 1월 캐서린 브릭스 구락부를 창설했다. 구락부 명의로 출판한 첫 세 책은 데이비드슨이 교열했으며 그 중 세 번째 책은 데이비드슨에게 헌정되었다.
데이비드슨의 또다른 관심사는 민속학이라는 학문 자체의 역사로서, 카르멘 블랙커와 함께 《여성과 전통: 민속학계의 무시된 집단》(Women and Tradition: A Neglected Group of Folklorists, 2000년)을 출판했다. 데이비드슨의 후기 저작은 게르만과 켈트 사이의 문화적 종교적 연결고리를 찾는 데 집중되어 있으며, 1990년대 내내 아일랜드와 코펜하겐에서 노르드-켈트-발트 신화들을 비교연구하면서 지냈다. 2005년에는 건강 악화로 학회에 참여치 못하였다.
말년의 데이비드슨은 케임브리지 민속학 구락부를 운영했다. 지역사회에서는 자기 동네 교회의 종지기이자 교구위원을 맡기도 했다. 데이비드슨은 2006년 1월 켄트 주에서 사망했다. 향년 91세. 슬하에 자식은 2명이고 손주는 10명이다.

## 참고 자료
- Billington, Sandra. (1994) "Preface: The Life And Works of Hilda Ellis Davidson" as collected in The Concept of the Goddess (1996) Routledge ISBN 0-415-14421-3
- James, E. O. (1965). Review of Gods and Myths of Northern Europe, Folklore
- Lindow, John (2001). Norse Mythology: A Guide to the Gods, Heroes, Rituals, and Beliefs. Oxford University Press. ISBN 0-19-515382-0.
- Tucker, Michael (1989). Review of Myths and Symbols of Pagan Europe, Journal of Design History.
- Simpson, Jacqueline (August 2006). "Hilda Davidson". Originally published in Folklore, hosted at BNET.